# Logi Geirsson
Logi Geirsson (ur. 10 października 1982 w Reykjavíku) – islandzki piłkarz ręczny, reprezentant kraju. Obecnie występuje w Bundeslidze, reprezentuje TBV Lemgo. Gra na pozycji lewoskrzydłowego bądź lewego rozgrywającego.
Największy sukces z reprezentacją odniósł podczas Igrzysk Olimpijskich 2008 w Pekinie, zdobywając srebrny medal olimpijski.
Podczas mistrzostw Europy w 2010, w Austrii zdobył brązowy medal.
W 2008 otrzymał Krzyż Kawalerski  Orderu Sokoła Islandzkiego.

## Kluby
- -2004  FH Hafnarfjörður
- 2004-  TBV Lemgo

## Sukcesy

### Puchar EHF
- (2006, 2010)

### Igrzyska Olimpijskie
- (2008)

### Mistrzostwa Europy
- (2010)